# 鳥居本村
鳥居本村（とりいもとむら）は、滋賀県坂田郡にあった村。現在の彦根市の東端、鳥居本町とその周辺にあたる。

## 地理
- 山岳：佐和山、弁天山
- 河川：矢倉川、小野川、寒谷川、上矢倉川

## 歴史
- 1889年（明治22年）4月1日 - 町村制の施行により、武奈村・男鬼村・仏生寺村・荘厳寺村・善谷村・中山村・笹尾村・原村・小野村・鳥居本村・古西法寺村・宮田村・下矢倉村・甲田村の区域をもって発足。
- 1952年（昭和27年）4月1日 - 彦根市に編入。同日鳥居本村廃止。

## 経済

### 産業
農業
『大日本篤農家名鑑』によれば鳥居本村の篤農家は、「森居嘉一郎、立岩常吉、中辻仁三郎、小川幸治郎、高橋源蔵、氏原豊治郎、氏原竹治」などがいた。

## 交通

### 鉄道路線
- 近江鉄道
  - 本線
    - フジテック前駅 - 鳥居本駅

現在は旧村域にフジテック前駅が所在するが、当時は未開業。また、東海道新幹線が通過するが、当時は未開業。

### 道路
現在は旧村域に名神高速道路の彦根インターチェンジが所在するが、当時は未開通。

## 出身・ゆかりのある人物
- 秋元源彌（皮革商、近江屋） - 甲田村生まれ[2]。